# Entscheidungen der Verfassungsgerichte der Länder
Die Entscheidungen der Verfassungsgerichte der Länder (LVerfGE) sind eine Zusammenstellung von ausgewählten Entscheidungen der Verfassungsgerichte mehrerer deutscher Bundesländer.
Gegenwärtig werden Entscheidungen der Verfassungsgerichte von dreizehn Bundesländern für die LVerfGE berücksichtigt. Die verfassungsgerichtlichen Entscheidungen in Bayern, Nordrhein-Westfalen und Rheinland-Pfalz werden in den LVerfGE derzeit nicht erfasst.
Die LVerfGE werden seit 1996 von den Mitgliedern der jeweiligen Gerichte in Nebentätigkeit herausgegeben, jedoch wurde die Sammlung insoweit rückwirkend angelegt, als sie Entscheidungen von 1992 an berücksichtigt. Das Redaktionsziel sieht vor, die bedeutendsten Entscheidungen eines Kalenderjahres in jeweils einem Band zu veröffentlichen. Die Zusammenstellung erfolgt nach alphabetischer Ordnung; das heißt, Entscheidungen des Staatsgerichtshofs des Landes Baden-Württemberg stehen am Beginn, Entscheidungen des Thüringer Verfassungsgerichtshofes am Schluss eines jeweiligen Bandes. Neben einem Sach- und Gesetzesregister ist auch ein Verzeichnis mit Anschrift, Telefon- und Faxnummer sowie Website der einzelnen Verfassungsgerichte in jedem Band abgedruckt.
Die LVerfGE erscheinen im Verlag Walter de Gruyter in Berlin und Boston.
Die empfohlene Zitierweise lautet „LVerfGE, Band, Seitenzahl“ –  beispielsweise „LVerfGE, 21, 299“ (= Band 21, Seite 299).  